# Otto von Feldmann
Otto von Feldmann (Berlino, 6 agosto 1873 – 1945) è stato un militare e politico tedesco.

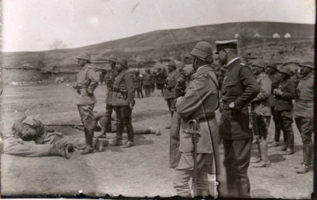
Battaglia di Sarikamis

Feldmann frequentò i corsi della Scuola Reale di Grammatica di Bydgoszcz, il Ratsgymnasium Kaiser-Wilhelm, il Kadettenvoranstalt a Potsdam e la principale istituzione per cadetti militari a Lichterfelde presso Berlino.
Feldmann entrò nell'esercito nel 1907. Nel periodo 1910-1912 egli servì come comandante di compagnia presso il 5º reggimento dei granatieri, quindi passò allo stato maggiore generale. A partire dal 1913, Feldmann fu distaccato alla missione militare tedesca presso l'Impero ottomano. Inizialmente fu capo dipartimento allo stato maggiore, quindi capo di stato maggiore, della Prima Armata Ottomana e infine, dopo aver ottenuto il titolo di pascià, divenne capo del dipartimento medico presso il quartier generale ottomano.
| Controllo di autorità | VIAF (EN) 15878805 · GND (DE) 130469688 |